# Nouvelle Biographie générale

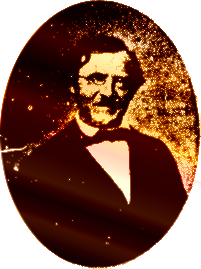
Ferdinand Hoefer

La Nouvelle Biographie générale est un livre biographique de référence.
Les 46 volumes ont été écrits entre 1852 et 1866 sous la direction de Jean-Chrétien-Ferdinand Hœfer, médecin et lexicographe français et édités par Ambroise Firmin-Didot.
Les volumes de 1 à 9 ayant été intitulés Nouvelle Biographie universelle, ceux de 10 à 46 ont pour titre Nouvelle Biographie générale.